# جيش الأناناس
جيش الاناناس (باليابانية: パイナップルARMY، بالروماجي: Painappuru Āmī) هي سلسلة مانغا يابانية من تأليف كازويا كوندو ورسم ناوكي أوراساوا، نشرت من قبل شوغاكوكان في مجلة Big Comic Original، منذ عام 1985 حتى عام 1988، وتم تجميع فصول المانغا من قبل شوغاكوكان في 8 مجلدات تانكوبون، نشرت في 29 مارس عام 1986 حتى 30 يوليو عام 1988.

## القصة
تدور أحداث القصة عن جيد جوشي، هو جندي سابق في أحد أفراد البحرية الأمريكية الذين خدموا في حرب فيتنام. بعد تركه لقوات المارينز، أصبح مرتزق يحارب في جميع أنحاء العالم، قبل أن يتقاعد في عام 1979. يعيش الآن في نيويورك وهو يكسب قوته من تدريب الآخرين على القتال.

## وصلات خارجية
- جيش الأناناس على موقع ANN manga (الإنجليزية)